# Meyerstraße (Weimar)

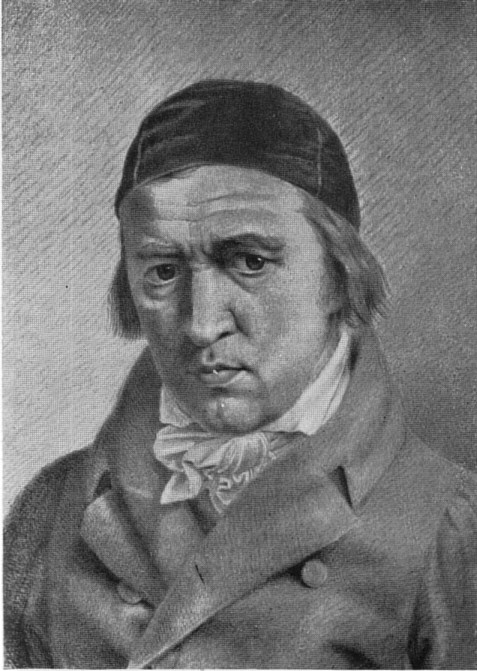
Johann Heinrich Meyer

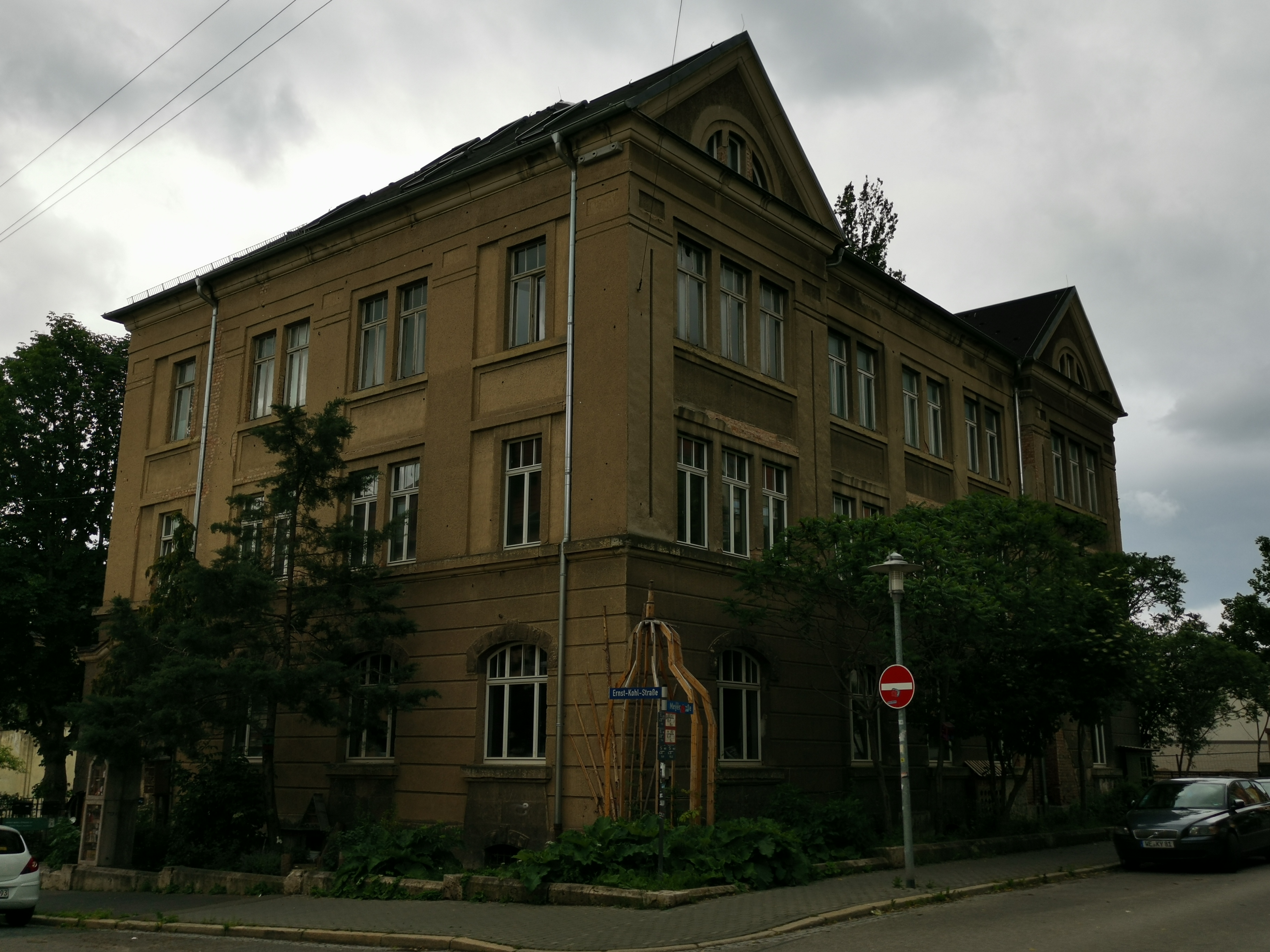
Ecke Ernst-Kohl-Straße/Meyerstraße

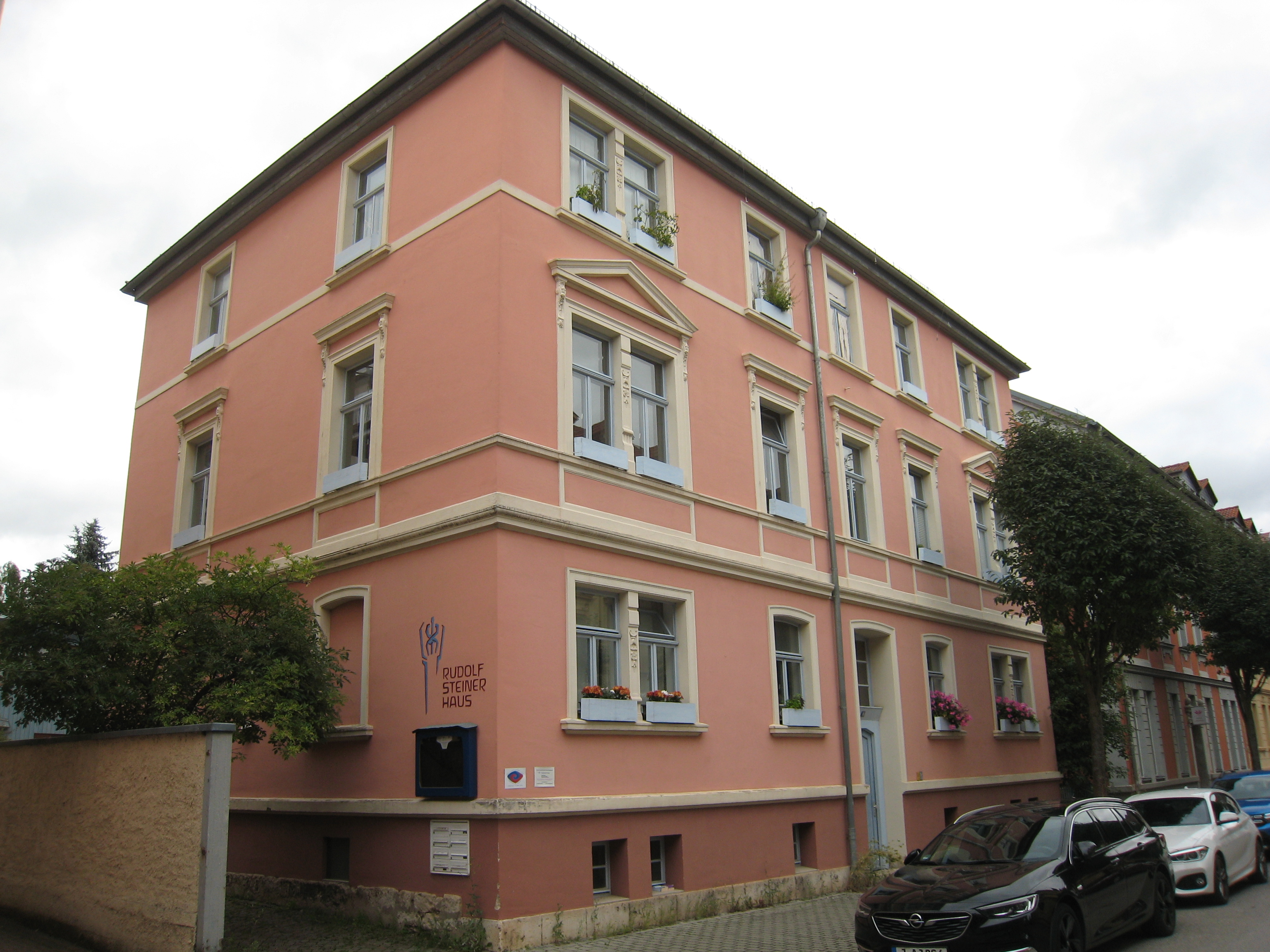
Rudolf-Steiner-Haus

Die in der Weimarer Nordvorstadt befindliche Meyerstraße erstreckt sich von der Ernst-Thälmann-Straße bis zur Schlachthofstraße. Namensgeber war der als Kunschtmeyer in die Geschichte eingegangene Johann Heinrich Meyer. Die Meyerstraße ist eine Anliegerstraße. Bis zum Stadtzentrum sind es etwa 1,4 km. Sie kreuzt auch die Carl-August-Allee. Sie ist die nördliche Parallelstraße der Carl-von Ossietzky-Straße.
Die Meyerstraße trägt den Namen seit 1876. Zwischen der Meyerstraße und der Friesstraße südöstlich des Weimarer Hauptbahnhofs wurde 1956/1957 ein germanisches Reihengräberfeld aus dem 5. und 6. Jahrhundert gefunden, weshalb dieses als Nordfriedhof bezeichnet wurde. Es wurden dort auch Kunstgegenstände gefunden.
Die Meyerstraße 33 steht auf der Liste der Kulturdenkmale in Weimar (Sachgesamtheiten und Ensembles). Die Meyerstraße 37a ist ein Zwischentrakt der Carl-August-Allee 8/10.
Das Rudolf-Steiner-Haus befindet sich in der Meyerstraße 10 in Weimar. Das dreigeschossige Gebäude stammt aus der Gründerzeit.
Das nach dem Philosophen Rudolf Steiner benannte Gebäude war nicht der Wohnsitz des Philosophen, sondern ist Sitz eines Zweiges der Anthroposophischen Gesellschaft. Es ist eine Einrichtung in Anlehnung an die Philosophie Rudolf Steiners, in der auch entsprechende Veranstaltungen stattfinden. Träger ist der Förderverein Rudolf-Steiner-Haus Weimar e. V.